# Relations entre l'Inde et le Tchad
Les relations entre l'Inde et le Tchad sont les relations bilatérales de la république de l'Inde et de la république du Tchad. Le haut-commissariat de l'Inde à Abuja, au Nigeria, est simultanément accrédité auprès du Tchad. L'Inde a également un consulat honoraire à N'Djamena. En 2019, le Tchad a ouvert une ambassade résidente à New Delhi.
Les relations entre le Tchad et l'Inde ont connu une croissance significative depuis 2004, avec de nombreuses visites et interactions bilatérales de haut niveau. Le vice-premier ministre et ministre des affaires étrangères tchadien, Nagoum Yamassoum, s'est rendu à New Delhi en mars 2005 pour assister au tout premier conclave du projet Inde-Afrique. Il est le premier représentant du gouvernement tchadien à se rendre dans le pays. Le ministre d'État à l'agriculture Arun Yadav s'est rendu à N'Djamena le 10 mai 2011, et a rencontré le président Idriss Deby Itno. M. Yadav a été le premier représentant du gouvernement indien à se rendre dans le pays. Le président Itno a conduit une délégation de 32 membres en visite à New Delhi pour participer au troisième sommet du Forum Inde-Afrique en octobre 2015. La délégation comprenait plusieurs ministres et d'autres hauts fonctionnaires tchadiens. Itno a eu des entretiens bilatéraux avec le Premier ministre Narendra Modi le 28 octobre,.

## Commerce
Le commerce bilatéral entre le Tchad et l'Inde s'est élevé à 364,36 millions de dollars US en 2015-16. Les exportations de l'Inde vers le Tchad ont augmenté régulièrement, passant de 11,90 millions de dollars en 2010-11 à 43,49 millions de dollars en 2015-16. Les importations en provenance du Tchad n'étaient que de 150 000 dollars en 2011-12, ont fortement augmenté pour atteindre 157,15 millions de dollars l'année fiscale suivante, avant de diminuer de 73 % et 52 % respectivement au cours des deux années fiscales suivantes. Les chiffres bilatéraux ne reflètent pas toute l'étendue des importations du Tchad en provenance de l'Inde, car le pays se procure plusieurs marchandises indiennes à Dubaï, au Cameroun et au Nigeria. Au cours de l'exercice financier 2015-16, l'Inde a commencé à importer du pétrole brut du Tchad, ce qui a entraîné une augmentation de 411 % des importations. Les exportations du Tchad vers l'Inde sont passées de 62,77 millions de dollars en 2010-11 à 320,87 millions de dollars en 2015-16. Le pétrole brut représentait 97 % des exportations du pays vers l'Inde en 2015-2016.
En juin 2010, Bharti Airtel a conclu un accord pour racheter les activités de téléphonie mobile de Zain dans quinze pays africains, dont le Tchad, pour 8,97 milliards de dollars, dans le cadre de la deuxième plus importante acquisition indienne à l'étranger après le rachat du groupe Corus par Tata Steel en 2007 pour treize milliards de dollars. Bharti Airtel a finalisé l'acquisition le 8 juin 2010. Airtel a investi plus de cent millions de dollars pour étendre son réseau dans le pays, et est actuellement le plus grand opérateur de réseau mobile au Tchad.
En 2008, l'Inde a proposé au Tchad de lui accorder un accès unilatéral au marché préférentiel en franchise de droits pour l'exportation de biens et de services. Cependant, en décembre 2016, le gouvernement du Tchad n'a pas officiellement signé l'accord.